# Landschaftspark Duisburg-Nord

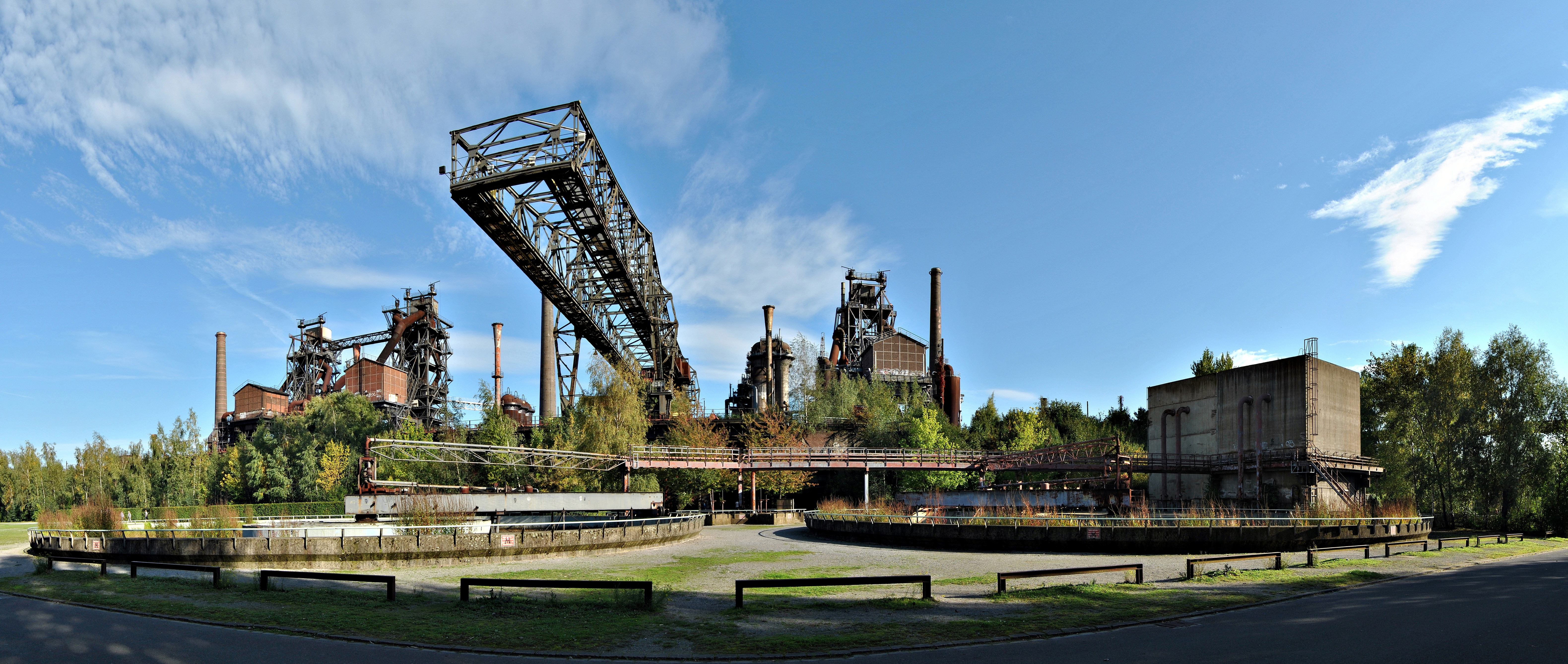
Algumas das estruturas mais importantes no Landschaftspark Duisburg-Nord.

Landschaftspark é um parque público localizado em Duisburg Nord, Alemanha que foi concebido e desenhado em 1991 por Latz + Partner (Peter Latz) com o objetivo de ajudar para que o passado industrial pudesse ser compreendido ao invés de rejeitado. 
O parque procura estabelecer uma associação própria como um espaço público bem próxima à utilização histórica do sítio: uma usina de produção de carvão e uma planta de produção de aço (esta abandonada em 1985, deixando o local significantemente poluído) e a terra que fora mantida para fins agrícolas anteriormente até fins do século XIX.

## Galeria

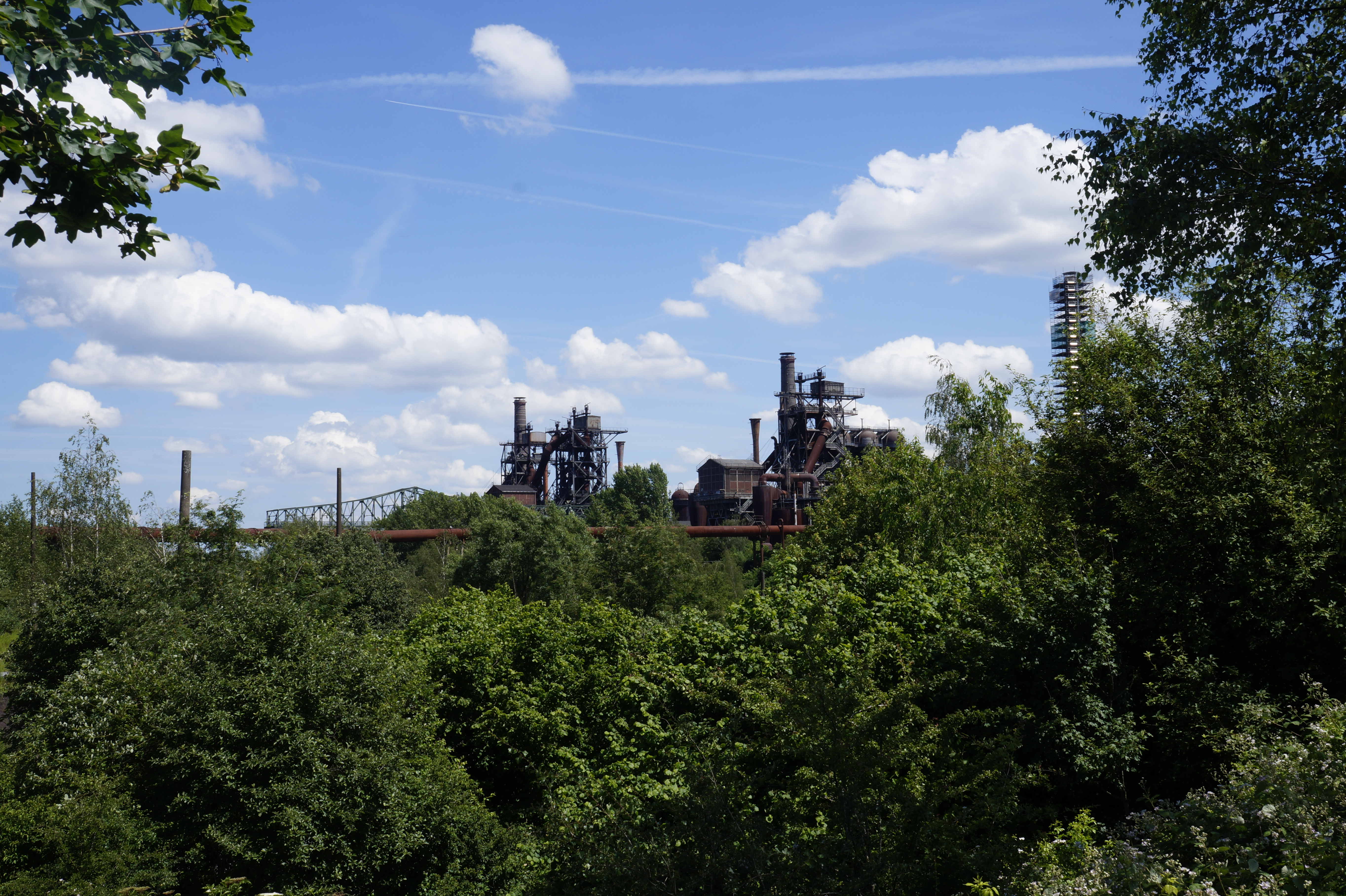
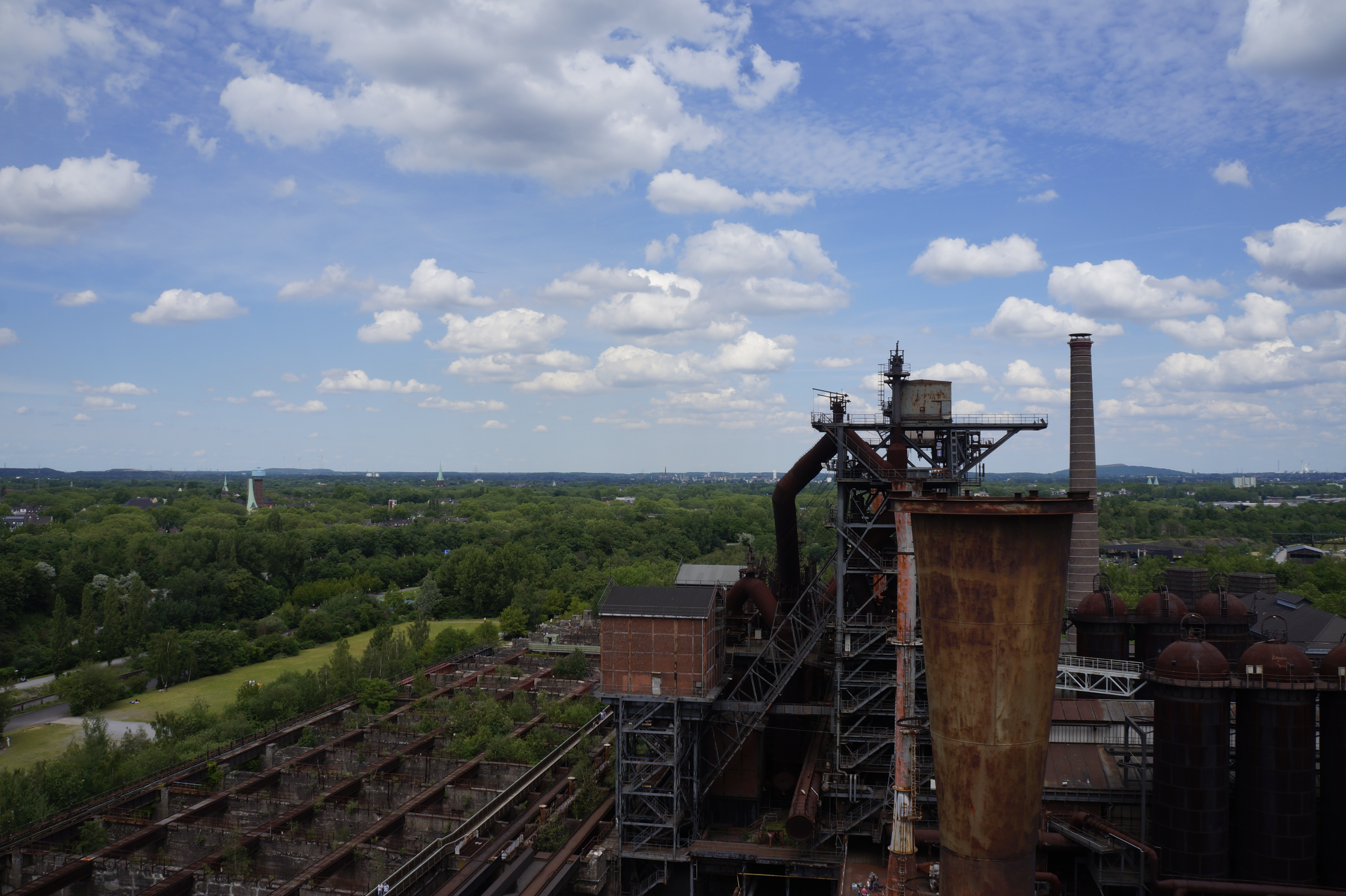
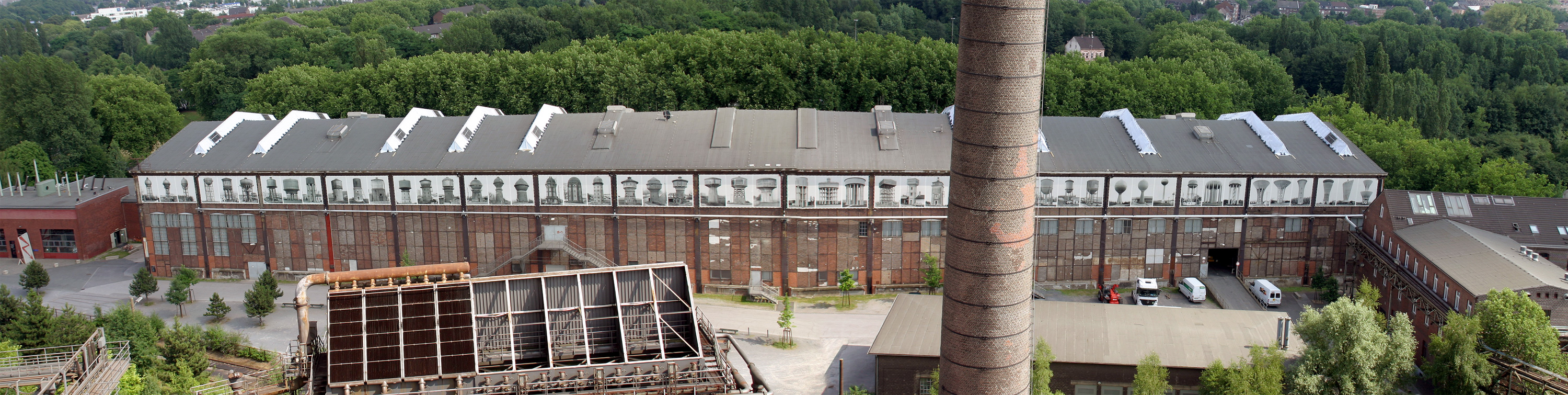
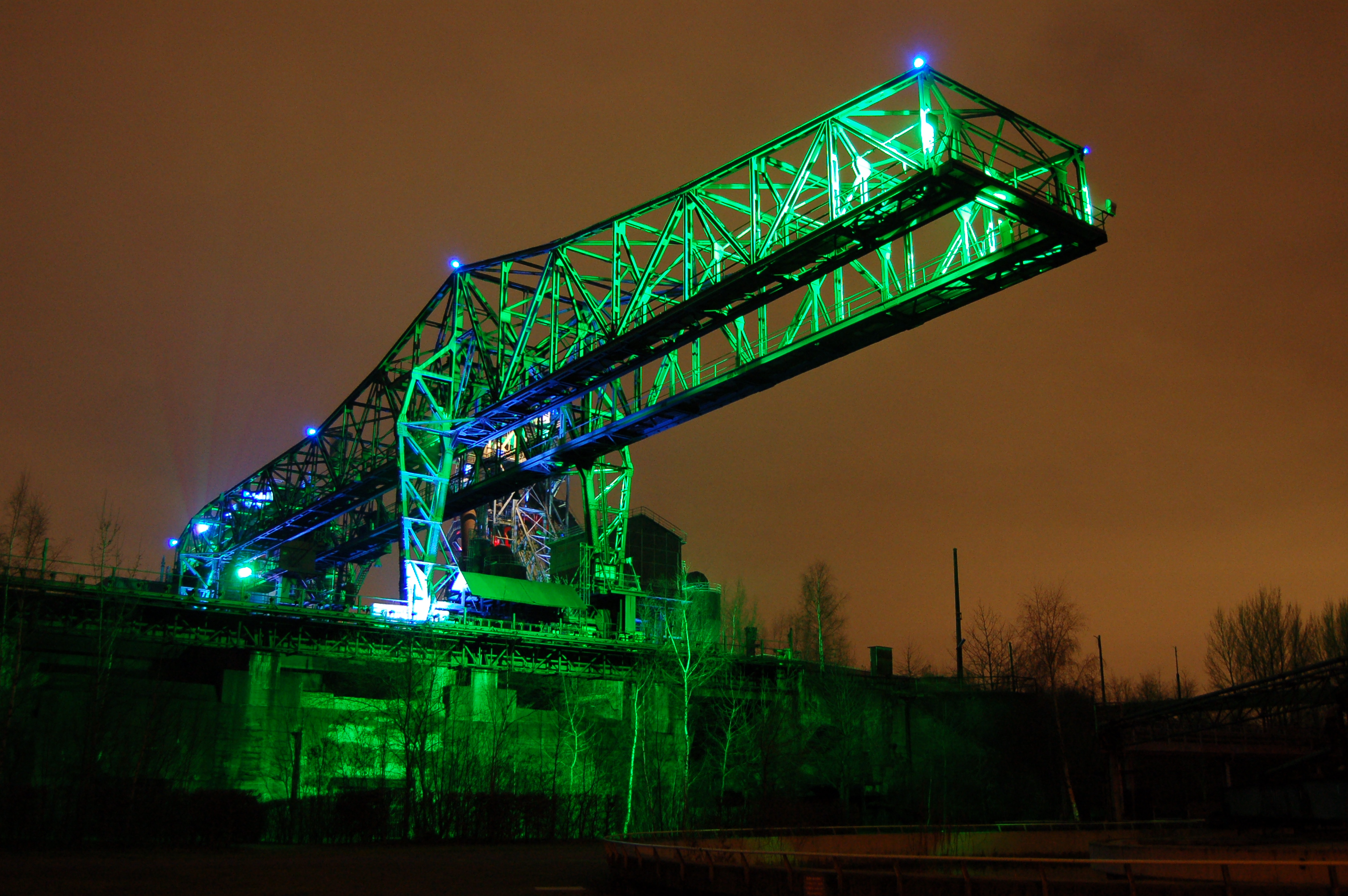
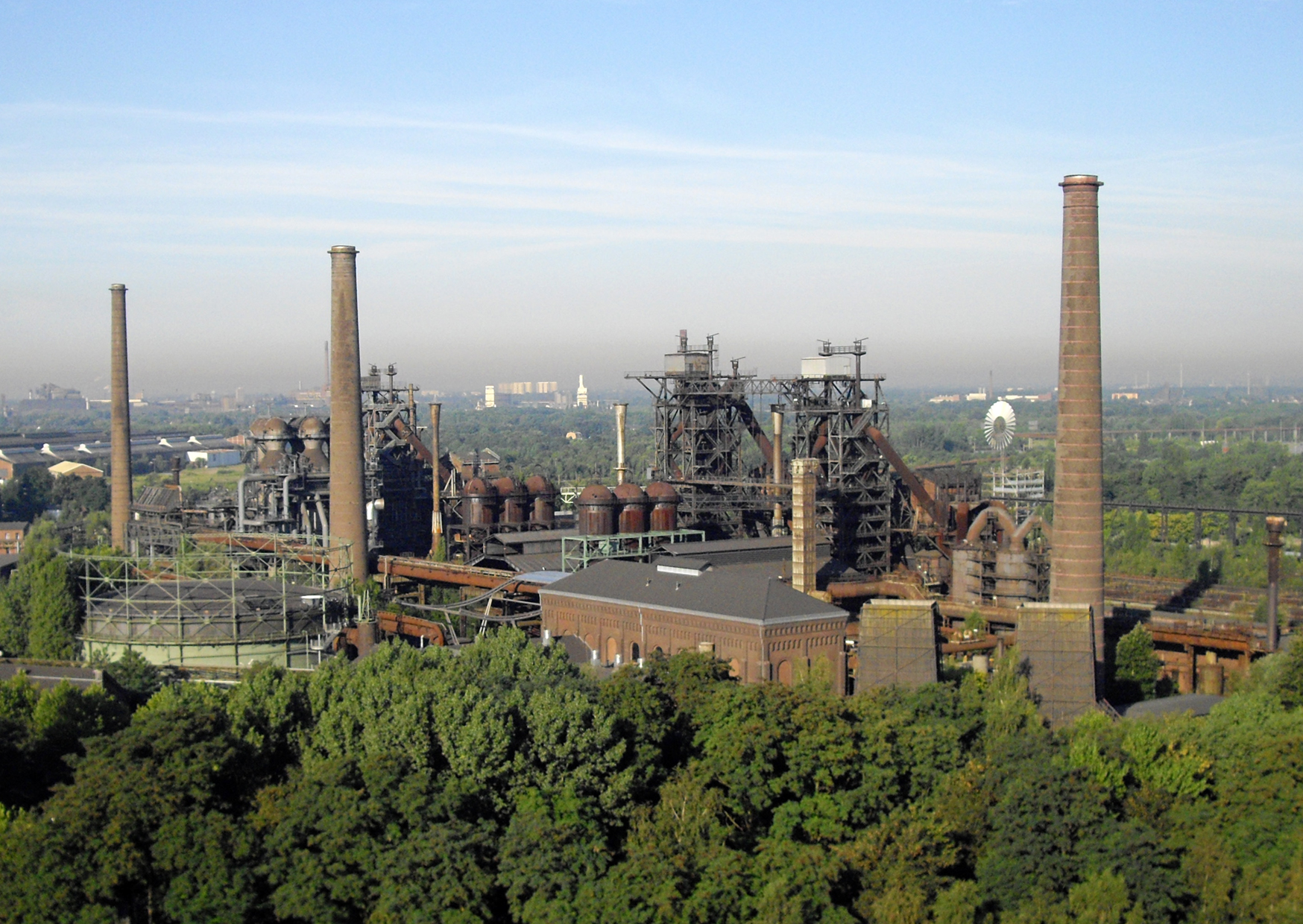
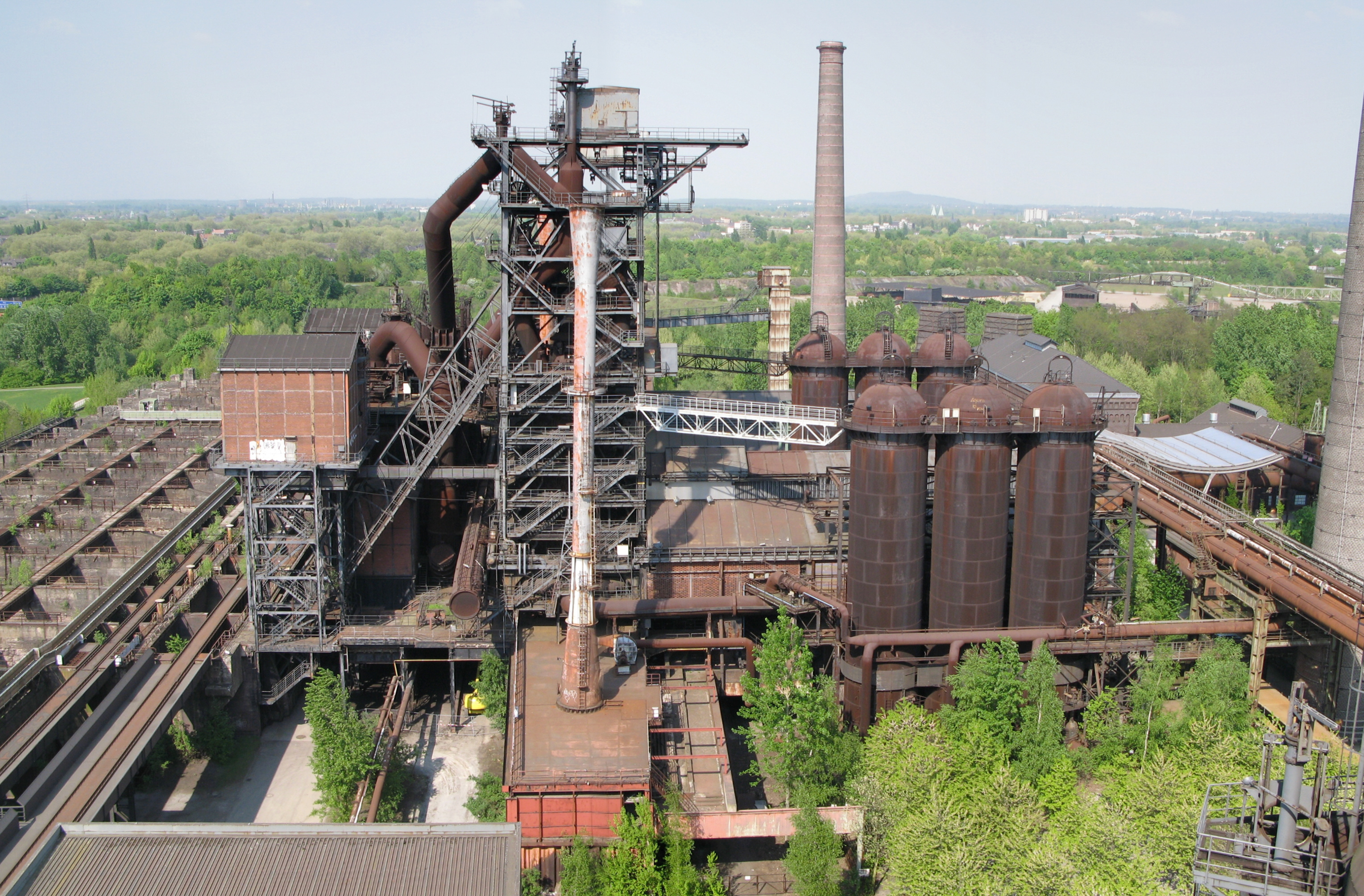
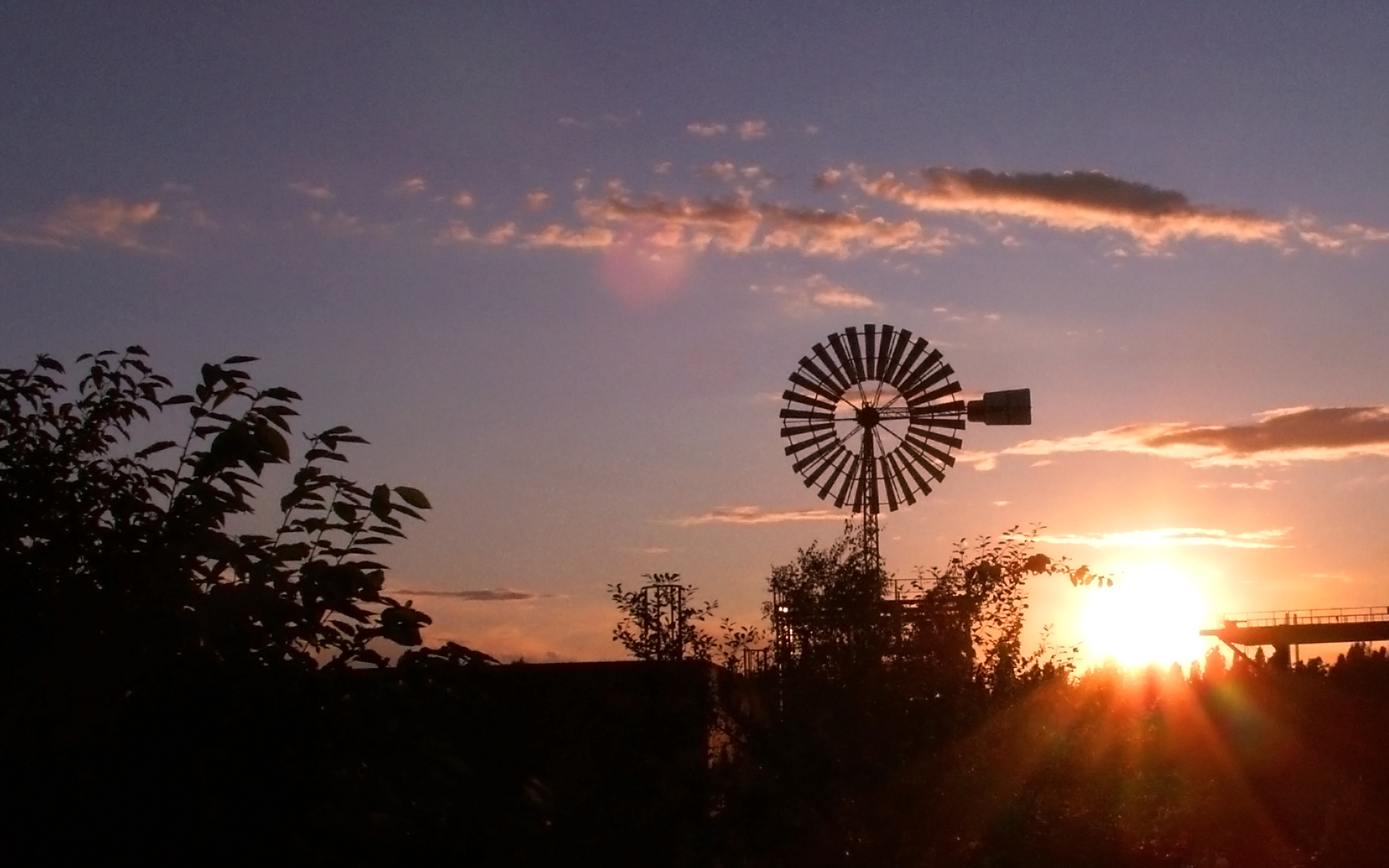
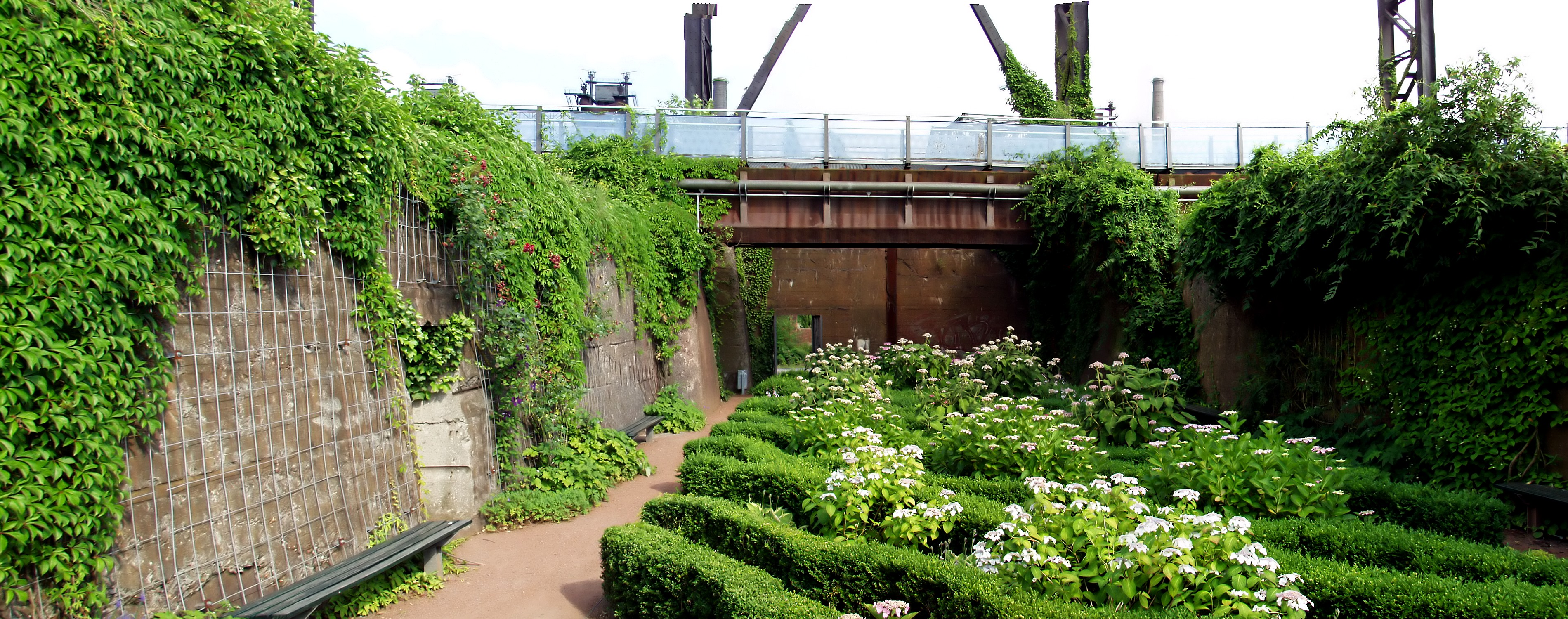
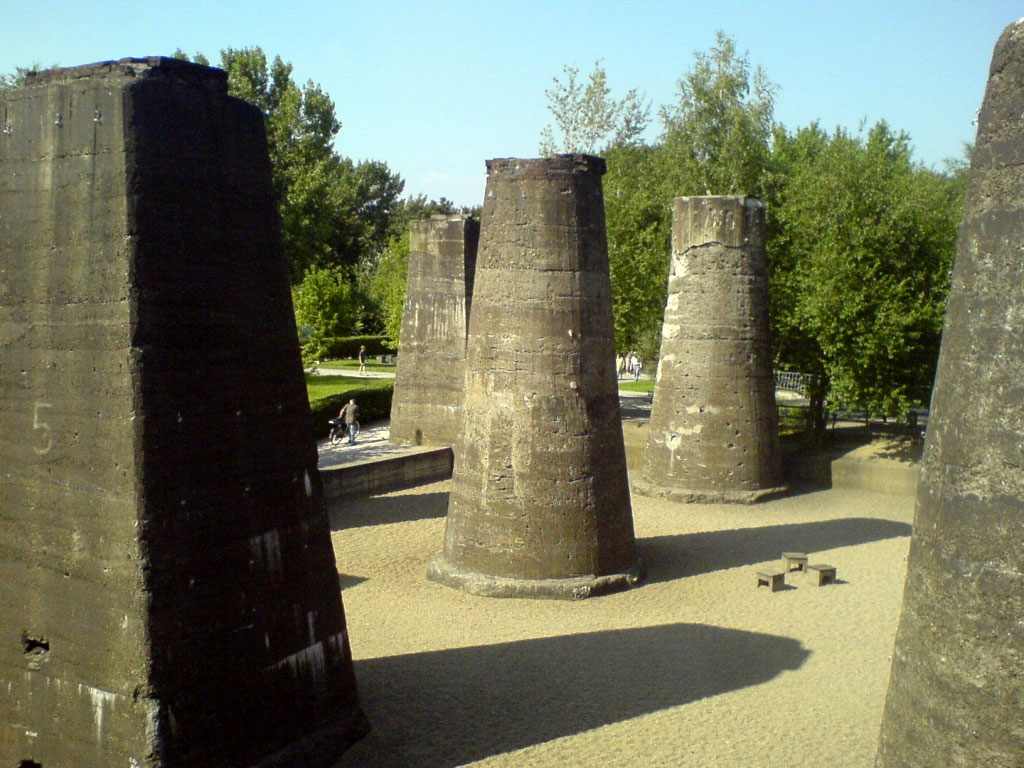
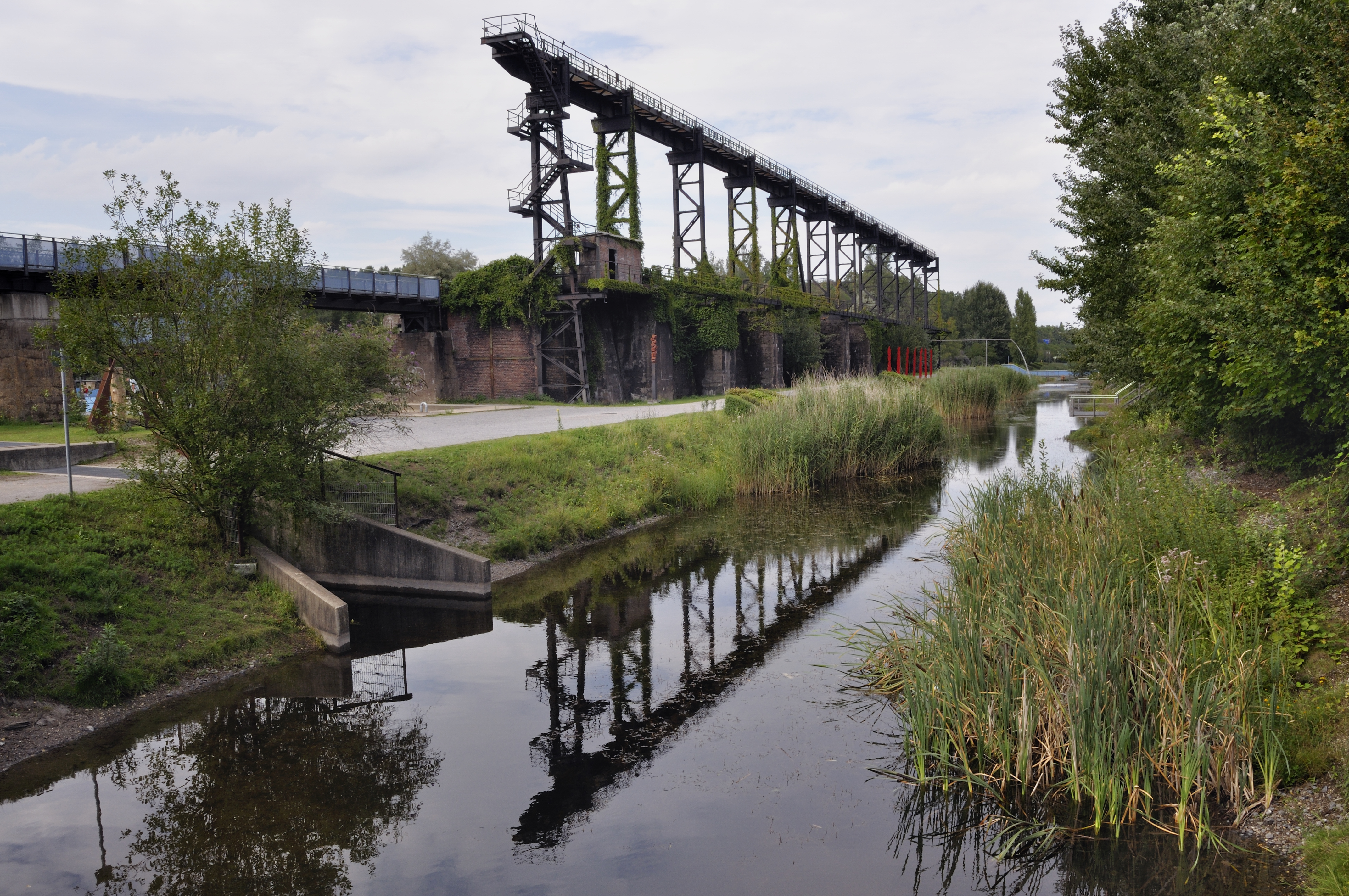
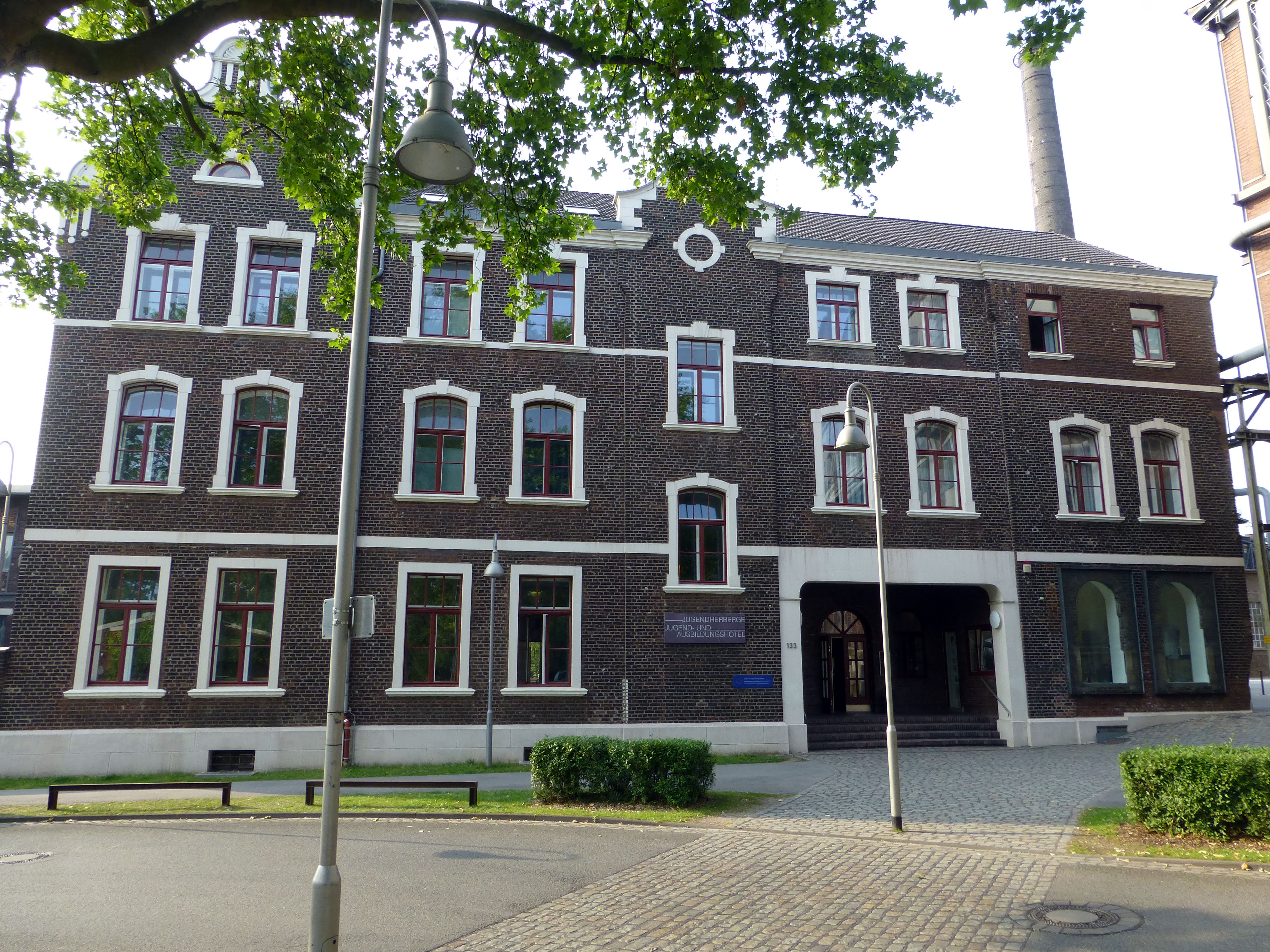